# Дананг

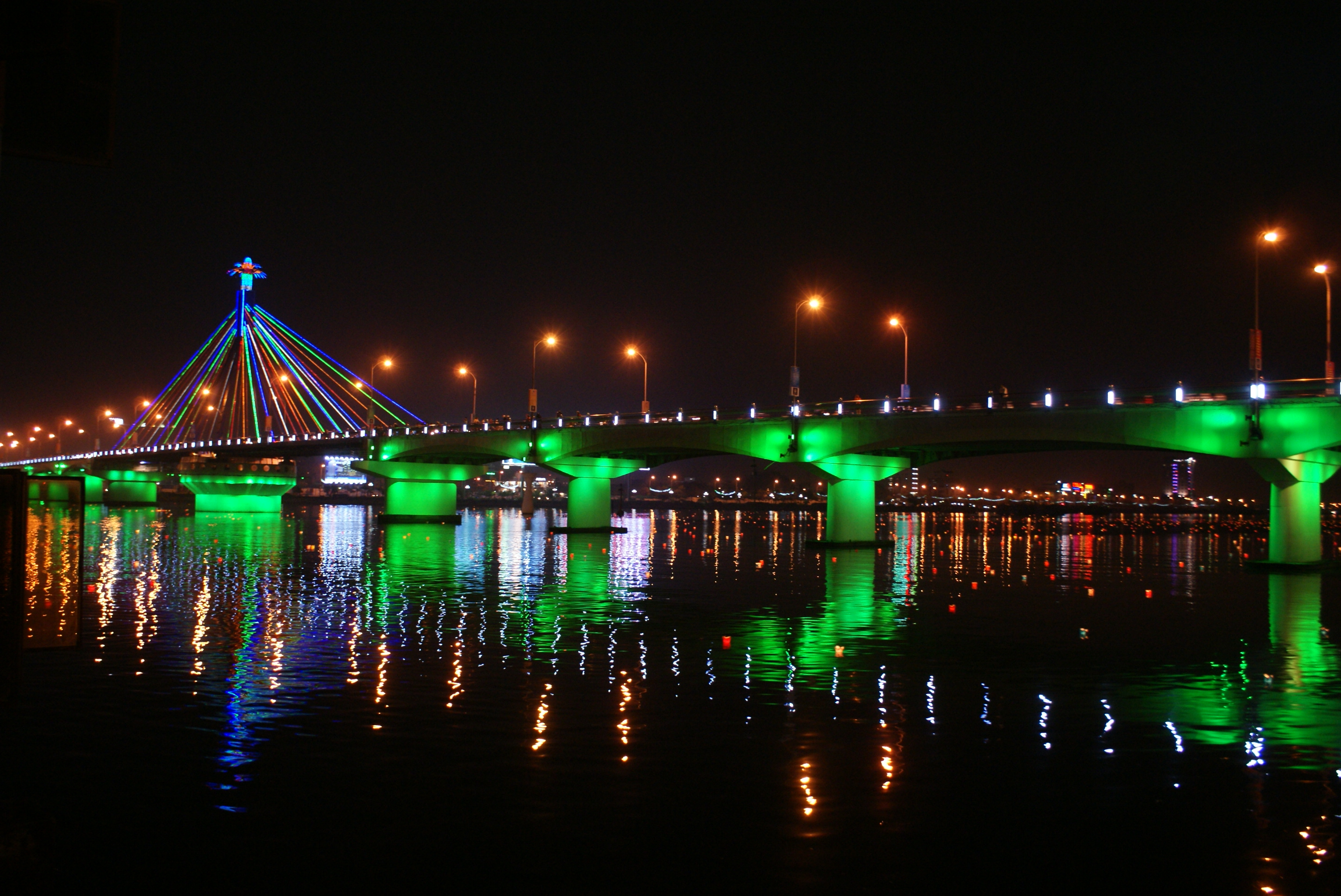
Міст через річку Хан — символ Дананга

Дананг (в'єт. Đà Nẵng) — п'яте за чисельністю населення місто В'єтнаму. Згідно з переписом 2009 року, населення муніципалітету становило 887 435 осіб. Площа — 1255 км².
Це найбільше місто в центральному В'єтнамі. Адміністративно Дананг має права провінції.
У місті знаходиться аеропорт Дананг, є піщані пляжі.
99,54 % населення Дананга (883 343 особи) за переписом населення 2009 року становили етнічні в'єтнамці.

## Історія
Вперше тут оселилися вихідці з Індонезії, заснувавши у 192 році поселення Індрапура (тямськ. Indrapura), що стало згодом одним з королівств Чампи. У період французької колонізації Індокитаю називався Туран (фр. Tourane). До 1997 року місто було частиною провінції Куангнам-Дананг, з 1 січня 1997 року отримало статус міста центрального підпорядкування.
З листопада 2017 року Дананг став містом проведення саміта АТЕС.

## Клімат
Місто знаходиться у зоні, котра характеризується мусонним кліматом. Найтепліший місяць — червень із середньою температурою 30 °C (86 °F). Найхолодніший місяць — січень, із середньою температурою 22.2 °С (72 °F).
| Клімат Дананга          | Клімат Дананга | Клімат Дананга | Клімат Дананга | Клімат Дананга | Клімат Дананга | Клімат Дананга | Клімат Дананга | Клімат Дананга | Клімат Дананга | Клімат Дананга | Клімат Дананга | Клімат Дананга | Клімат Дананга |
| Показник                | Січ.           | Лют.           | Бер.           | Квіт.          | Трав.          | Черв.          | Лип.           | Серп.          | Вер.           | Жовт.          | Лист.          | Груд.          | Рік            |
| Абсолютний максимум, °C | 32             | 35             | 37             | 41             | 39             | 38             | 38             | 38             | 37             | 36             | 35             | 32             | 41             |
| Середній максимум, °C   | 24             | 25             | 27             | 29             | 31             | 32             | 32             | 32             | 31             | 28             | 26             | 23             | 28             |
| Середня температура, °C | 22             | 22             | 25             | 26             | 28             | 30             | 29             | 29             | 28             | 26             | 24             | 22             | 26             |
| Середній мінімум, °C    | 19             | 20             | 22             | 23             | 25             | 26             | 26             | 26             | 25             | 23             | 22             | 20             | 23             |
| Абсолютний мінімум, °C  | 8              | 7              | 11             | 7              | 18             | 20             | 17             | 21             | 21             | 12             | 7              | 11             | 7              |
| Норма опадів, мм        | 100            | 30             | 30             | 30             | 60             | 80             | 90             | 100            | 300            | 550            | 330            | 220            | 1980           |
| ----------------------- | -------------- | -------------- | -------------- | -------------- | -------------- | -------------- | -------------- | -------------- | -------------- | -------------- | -------------- | -------------- | -------------- |
| Джерело: Weatherbase    |                |                |                |                |                |                |                |                |                |                |                |                |                |

## Спорт
ФК Дананг (в'єт. Đà Nẵng) — в'єтнамський футбольний клуб, представляє однойменне місто. Виступає в V-лізі.

## Міста-побратими
Дананг є містом-побратимом таких міст:
- Кавасакі, Японія
- Івакі, Японія
- Сідзуока, Японія
- Кагосіма, Японія
- Префектура Окінава, Японія
- Провінція Шаньдун, Китай
- Провінція Цзянсу, Китай
- Циндао, Китай
- Макао, Китай
- Гаосюн, Китайська Республіка
- Хайфон, В'єтнам
- Окленд, США
- Такома, США
- Ріверсайд, США
- Сан-Франциско, США
- Джерсі-Сіті, США
- Піттсбург, США
- Ньюкасл, Австралія
- Штат Квінсленд, Австралія
- Ізмір, Туреччина
- Ярославська область[10], Росія